# Cathy Moser
Cathy Moser (* 1951) ist eine ehemalige Schweizer Fussballspielerin und langjährige Fussballtrainerin. Sie ist die erste offizielle Torschützin des Schweizer Fussballnationalteams.

## Karriere

### Vereine
Cathy Moser wuchs in Suchy VD auf und spielte als Mädchen in jeder freien Minuten Fussball mit den Knaben. Als Teenagerin verlor sie das Interesse wieder, bis sie in der Lehre als Gärtnerin hörte, dass es in Yverdon den Migros-Frauenfussball-Club gab. Sie fragte dort an, wurde aufgenommen und durfte schon am nächsten Tag beim Match gegen Boudry mitspielen. 
1970 kickte sie in der Regionalliga mit dem FC Yverdon und lernte in einem Spiel gegen den FC Sion Madeleine Boll als Gegnerin kennen. Diese spielte damals in Mailand beim AFC Gomma Gomma Milano, der eine Stürmerin suchte. Sie empfahl Cathy Moser, die dann für fünf Jahre nach Italien ging, wo sie in verschiedenen Vereinen spielte. Mit dem Club Falchi Astro Montecatini Terme gewann Moser 1974 die italienische Meisterschaft.
Zurück in der Schweiz spielte Moser 1974/75 für den Damenfussballclub Alpnach, mit dem sie gleich die erste und einzige Meisterschaft gewann. Auf die Saison 1977/78 zog die Ausnahmespielerin nach Bern und gewann mit dem DFC Bern erstmals in dessen Vereinsgeschichte die Meisterschaft und den Cup. Sie blieb dem Berner Verein bis 1987 treu.

### Nationalteam
Moser war beim ersten Aufgebot des Nationalteams 1970 dabei, das die Schweiz an der inoffiziellen WM in Salerno vertrat. Am offiziell ersten internationalen Match im Schweizer Frauenfussball gegen Frankreich (2:2) erzielte Moser beide Tore. Sie spielte in der Zeit von 1970 bis 1978 in zwei inoffiziellen und elf offiziellen Länderspielen für die Schweizer «Nati» und erzielte dabei neun Tore.

### Trainerin
Ab 1988 betreute sie als Trainerin das Juniorinnenteam in Bern, wurde später Trainerin bei Yverdon-Renens und amtete viele Jahre als Goalietrainerin bei Rot-Schwarz Thun.

## Erfolge

### International
- 1970: Italienische Meisterin mit AFC Gomma Gomma Milano
- 1973: Italienische Cupsiegerin mit Falchi Astro Montecatini Terme
- 1974: Italienische Meisterin mit Falchi Astro Montecatini Terme

### National
- 1975: Schweizer Meisterin mit DFC Alpnach
- 1978, 1979, 1984, 1986: Schweizer Meisterin mit DFC Bern
- 1978, 1980, 1982, 1983, 1984, 1985: Schweizer Cupsiegerin mit DFC Bern